# Unterzeismering
Unterzeismering ist ein Ortsteil der Gemeinde Tutzing im oberbayerischen Landkreis Starnberg.

## Geografie
Das Kirchdorf liegt circa einen Kilometer südlich von Tutzing am Starnberger See.

## Geschichte
Der Ortsname lässt auf eine Besiedlung durch Bauern im 6. Jahrhundert schließen.
Erstmals urkundlich erwähnt wird das Dorf Mitte des 11. Jahrhunderts als Zaismanningen.
Ab 1527 gehörte es zur Hofmark Tutzing, die 1519 bis 1650 der Patrizierfamilie Dichtl zu Eigen war. Auf die Dichtl folgen als Besitzer der Hofmark die Familien Heimhausen und Götzengrien, ehe sie 1730 an die Grafen von Vieregg kam.
Im Jahr 1752 werden zwölf Anwesen erwähnt, sechs waren der Hofmark Tutzing, vier dem Kastenamt Starnberg und ein Anwesen der Kirche Tutzing grundbar. Ein Sechzehntelhof war freieigen. Erst 1848 wurde die Patrimonialgerichtsbarkeit der Grafen von Vieregg im Zuge der Märzrevolution aufgehoben.

## Sehenswürdigkeiten
In dem Ort befindet sich die Kapelle St. Maria aus der Mitte des 19. Jahrhunderts.
Siehe auch: Liste der Baudenkmäler in Unterzeismering